# Еттінген
Еттінгени (Oettingen) — німецький вельможний рід, що упродовж багатьох століть володів однойменним містом. Ядро їхніх земель було розташовано на кордоні Баварії та Швабії, навколо імперського міста Нердлінгена.
Починаючи з XV століття землі Еттінгенів неодноразово розподілялись між різними лініями графської родини. У 1522 році два сина Людвіга XV фон Еттінгена (1486—1557), протестант і католик, розділили графство (з XVIII століття — князівство) на Еттінген-Еттінгени і Еттінген-Валлерштайни.
Потомство першого припинилось у 1731 році, після чого дві третини їх володінь перейшли до Еттінген-Валлерштейнів. У XVIII столітті поряд з останніми існували також лінії Еттінген-Бальдерн та Еттінген-Шпільберг.
За медіатизації володінь князя Еттінгена у 1803 році площа його земель становила 850 км² й на них проживало близько 60 000 підданих. Гордістю роду були палаци-замки Еттінген та Хохальтінген — одні з найкращих на півдні Німеччини пам’ятників світської архітектури бароко.

## Представники

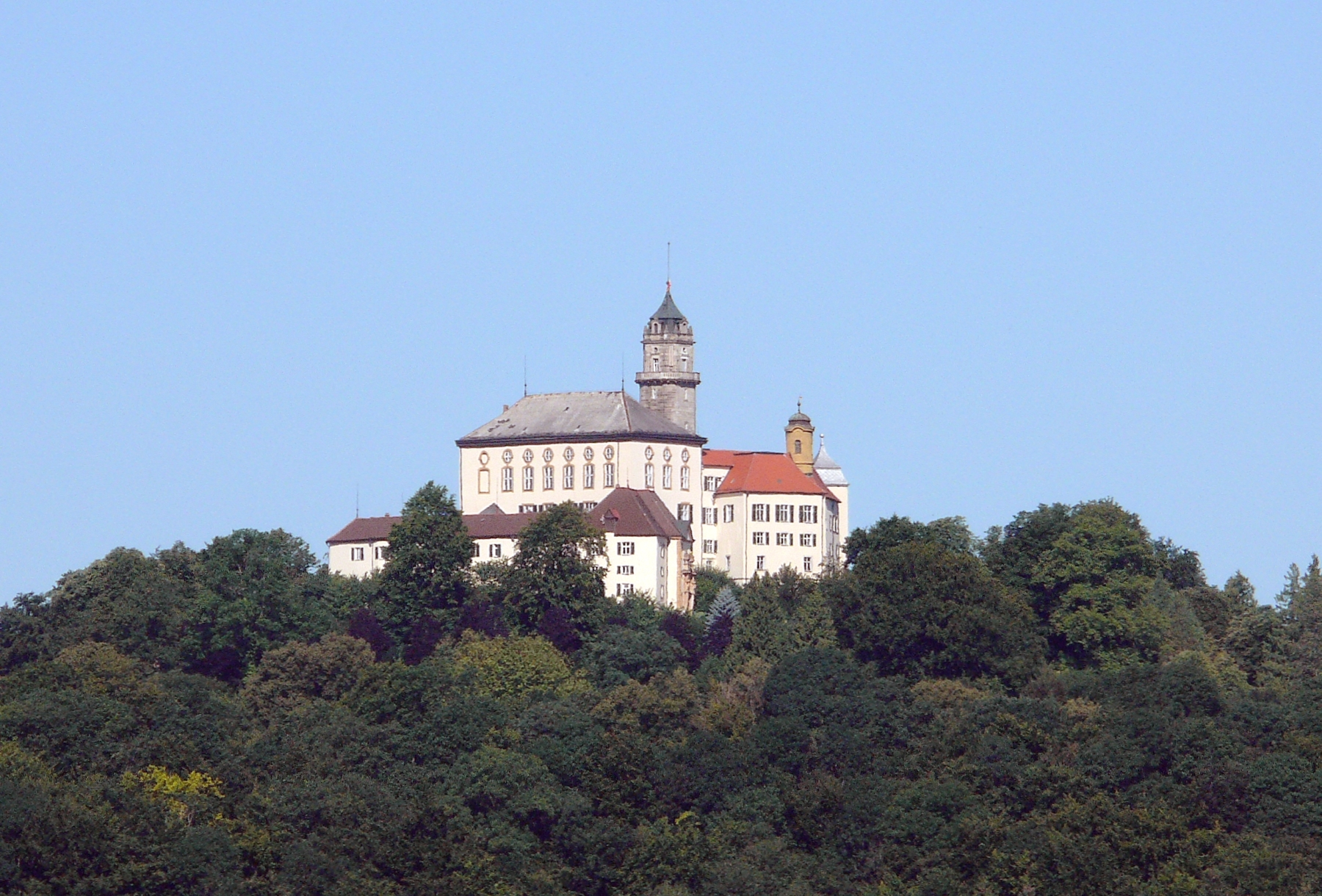
Резиденція графів Еттінген-Бальдернів

- З роду Еттінгенів вийшло декілька князів-єпископів, в тому числі Бамберга (1237), Айхштадта (1383—1415) й Пассау (1485-90).
- Кристіна Луїза фон Еттінген (1671—1747) — у шлюбі княгиня Брауншвейг-Вольфенбюттельська, бабуся російського імператора Петра II.
- Марія Анна фон Еттінген-Шпільберг (1693—1729) — дружина 6-го князя Ліхтенштейна.
- Людвіг Ернст фон Еттінген-Валлерштайн (1791—1870) — перший міністр баварського короля Людвіга I, який очолював так зване «Міністерство Лоли [Архівовано 4 листопада 2011 у Wayback Machine.]», що перебувало під впливом Лоли Монтез.
- Євгеній цу Еттінген-Валлерштайн (1885—1969) — вождь баварських сепаратистів, співзасновник Баварської партії.